# Yeni Gelin
Yeni Gelin es una serie de televisión turca de 2017, producida por Süreç Film y emitida por Show TV.

## Trama
Bella, una chica española se enamora de un hombre turco, Hazar. Deciden casarse contra el deseo de sus familias. Bella es una chica moderna y la familia de Hazar es muy tradicional, por lo que sus culturas chocan.

## Reparto
- Jessica May como Bella Öztürk Bozok.
- Tolga Mendi como Hazar Bozok.
- Mustafa Avkıran como Kalender Bozok.
- Sema Keçik como Möhteber.
- Dağhan Külegeç como Kağan Bozok.
- Lale Başar como Kamilla Öztürk.
- Renan Bilek como Kamil Öztürk.
- Yonca Cevher como Asiye Bozok.
- Burçin Bildik como Müsellim Bozok.
- Zeynep Kankonde como Ayşe.
- Esin Gündoğdu como Türkmen Bozok.
- Bahar Süer como Nazgül Bozok.
- Feride Hilal Akın como Şirin Bozok Duran.
- Onur Baytan como Ferhat.
- Ece İrtem como Afet Bozok.
- Şilan Makal como Dilan Duran.
- Murat Kocacık como Kör Hasan.
- Halil İbrahim Kurum como Baran Duran.
- Mehmet Yaşar como Korkut Bozok (1-6).
- Ümit Yesin como Korkut Bozok (7-63).
- Resul Aydın como Mıstık Bozok.
- Belinay Köle como Cemile Bozok.
- İpek Bağrıaçık como Elmas.
- Mustafa Çavuş como Gökhan Bozok.
- Toygan Avanoğlu como İskender Bozok.
- Nazlı Başak İlhan como Gülistan Bozok.

## Temporadas
| Temporada | Temporada | Episodios | Rango de episodios | Emisión original         | Emisión original        |
| Temporada | Temporada | Episodios | Rango de episodios | Inicio                   | Final                   |
| --------- | --------- | --------- | ------------------ | ------------------------ | ----------------------- |
|           | 1         | 15        | 1 - 15             | 11 de marzo de 2017      | 17 de junio de 2017     |
|           | 2         | 38        | 16 - 53            | 16 de septiembre de 2017 | 9 de junio de 2018      |
|           | 3         | 10        | 54 - 63            | 22 de septiembre de 2018 | 24 de noviembre de 2018 |